# Matías Succar
Juan Matías Succar Cañote (* 16. Februar 1999 in Lima) ist ein peruanischer Fußballspieler, der auch die libanesische Staatsbürgerschaft besitzt, auf der Position eines Stürmers.

## Karriere
Der in der peruanischen Hauptstadt Lima geborene Matías Succar begann mit dem Fußballsport bei der AD Cantolao San Borja. Zuerst auf der Position des Torwarts eingesetzt, wurde er später als Feldspieler in der Verteidigung eingesetzt. Mit 14 Jahren wechselte er in die renommierte Jugendabteilung der AD Cantolao, in der auch spätere Größen des peruanischen Fußballs wie Claudio Pizarro, Carlos Zambrano und Yoshimar Yotún ausgebildet wurden. Dort wurde er zum Stürmer umfunktioniert, spielte jedoch nur sporadisch und setzte in dieser Zeit auch ein Jahr aus. Im Anschluss an seine Auszeit gelang ihm der Durchbruch im Jugendbereich und 2016 wechselte er zu Deportivo Municipal, wo er in seiner ersten Saison 2016/17 in der Reservemannschaft eingesetzt wurde.
Mit 18 Jahren wurde er in die erste Mannschaft befördert. Sein Debüt in der höchsten peruanischen Spielklasse gab er am 28. Oktober 2017 (11. Spieltag der Clausura) beim 4:1-Auswärtssieg gegen den CD Universidad San Martín de Porres. Er wurde in der 68. Spielminute für Rodrigo Cuba eingewechselt und gleichzeitig wurde sein Bruder Alexander Succar, der in der Startelf der Gegner stand, ausgewechselt. In dieser Spielzeit 2017 bestritt er lediglich dieses eine Spiel und im folgenden Spieljahr 2018 stand er bis zu seinem Wechsel in sechs Ligapartien der Verano auf dem Platz.
Um Spielpraxis zu sammeln, wurde Succar am 29. August 2018 für die Clausura 2018 an den Ligakonkurrenten Unión Comercio ausgeliehen. Sein Debüt absolvierte er bereits am 2. September (1. Spieltag der Clausura) bei der 1:2-Auswärtsniederlage gegen seinen ehemaligen Ausbildungsverein AD Cantalao, bei der er in der 88. Spielminute für David Dioses eingewechselt wurde. Beim Verein aus Nueva Cajamarca wurde er zunächst als Einwechselspieler eingesetzt, nachdem er jedoch in seinem ersten Startelfeinsatz gegen den CD Comerciantes Unidos treffen konnte, wurde er in die Startelf beordert. Für Unión Comercio absolvierte er elf Ligaspiele, in denen ihm drei Treffer gelangen. Das Leihgeschäft wurde daraufhin ausgedehnt, Succar musste sich im Verlauf der Apertura 2019 jedoch erneut wieder in die Startformation vorkämpfen. In dieser erzielte er in 14 Ligaeinsätzen zwei Tore.
Zur Clausura 2019 kehrte er zu Deportivo Municipal zurück. Am 25. August 2019 (4. Spieltag) erzielte er bei der 2:4-Auswärtsniederlage gegen Sport Huancayo sein erstes Ligator im Trikot des Vereins aus Lima. Er startete daraufhin regelmäßig, konnte jedoch erst wieder am letzten Spieltag der Clausura beim 2:2-Unentschieden gegen den Club Carlos A. Mannucci treffen. Er erzielte beide Tore und sicherte dem Verein damit den Klassenerhalt.
Der endgültige Durchbruch gelang ihm in der Apertura 2020. Er entwickelte sich zu einem der gefährlichsten Stürmer der Liga 1 und half Deportivo Municipal mit wichtigen Toren im Kampf um den Abstieg. Am 3. Oktober 2020 (16. Spieltag der Apertura) schoss er beim 3:1-Auswärtssieg gegen den amtierenden Meister Escuela Municipal Deportivo Binacional alle drei Treffer seiner Mannschaft. In der Apertura erzielte er in 17 Ligaeinsätzen elf Tore und war damit hinter dem Argentinier Emanuel Herrera (Sporting Cristal) und dem Kolumbianer Yorleys Mena (CD Universidad César Vallejo), die beide jeweils 12 Mal treffen konnten, der dritterfolgreichste Torschütze. In der verkürzten Clausura 2020 konnte er seine Leistungen jedoch nicht bestätigen und in den neun Partien traf er kein einziges Mal. Zum Jahresende 2020 lief sein Vertrag bei Deportivo Municipal aus.
Im Januar 2021 wechselte er nach Österreich zum Bundesligisten LASK. Bei den Oberösterreichern spielte er in der Saison 2020/21 allerdings ausschließlich für das Farmteam FC Juniors OÖ, für das er zu elf Einsätzen in der 2. Liga kam. Nachdem er zu Beginn der Saison 2021/22 zu einem Kurzeinsatz für den LASK in der Qualifikation zur UEFA Europa Conference League gekommen war, wurde Succar im September 2021 nach Tschechien an den FK Teplice verliehen. In der Saison 2021/22 kam er zu elf Einsätzen für Teplice in der Fortuna liga, in denen er ein Tor erzielte. Zur Saison 2022/23 hätte er beim LASK in den Kader der drittklassigen LASK Amateure OÖ eingegliedert werden sollen, sein Vertrag wurde jedoch vor Saisonbeginn aufgelöst. Daraufhin kehrte Succar in seine Heimat zurück und schloss sich Carlos A. Mannucci an. Im Juli 2024 unterschrieb der Offensivakteur beim Ligarivalen Alianza Lima.

## Privates
Sein drei Jahre älterer Bruder Alexander Succar ist ebenfalls als Profifußballer aktiv. Beide sind väterlicherseits libanesischer und US-amerikanischer Herkunft und besitzen neben jener Perus auch die Staatsbürgerschaft des vorderasiatischen Staates.